# おとぼけスティーブンス一家
おとぼけスティーブンス一家(Even Stevens)は、ディズニーチャンネルで放送された、アメリカ合衆国のコメディドラマシリーズ。
Brookwell McNamara Entertainment制作のこのドラマは、カリフォルニア州サクラメント郊外に住むスティーブンス家の生活を描いており、しばしばスティーブンス家の子供であるルイスとレンの衝突に焦点が当てられる場合が多い。2000年6月17日に始まり、2003年6月2日に終わったこのドラマは、しばしばシャイア・ラブーフの俳優としての経歴を始めた作品にあげられる。

## 登場人物

### 主要人物
ルイス・アンソニー・スティーブンス(Louis Anthony Stevens)
演:シャイア・ラブーフ/吹き替え:林勇
スティーブンス家の末っ子で、日本でいう中学1年生にあたる。完璧な兄弟・両親とは違うため、居場所に困っている。しばしば、いたずらや『楽して金もうけができる』行為、どうしたら姉を怒らせられるかといった方法を常に考えている。 ばかげたことをよくするトラブルメーカー。居残り部屋の常連であり、 賭けアレチネズミ・レースのできるミニカジノを開いたことがある。 親友はトーニーとアランで、トーニーとは最終的に恋人同士になった。
レン・スティーブンス(Renee "Ren" Stevens)
演:クリスティ・カールソン・ロマノ /吹き替え:弓場沙織
日本でいう中学2年生にあたる。完璧主義で頭がよく、Hall Monitorと Class Presidentを長いこと務めているだけでなく、学校放送『The Wombat Report 』のニュースキャスターも務めている。ルイスの起こす面倒が大事にならないよう目を光らせている。
また数週間学校のチアリーディング部の部員だったこともある。Principal Wexlerに重宝されている。
アイリーン・スティーブンス（Senator Eileen Stevens）
演:ドナ・ペスコウ/吹き替え:西宏子
成功した州上院議員。2002年のアメリカ合衆国下院の選挙に立候補しぎりぎりで落ちた。ドニー、レン、ルイスの母。レンやルイスと仲が良い。 愛車はいすゞ・トルーパー。
スティーブ・スティーブンス(Steve Stevens)
演:トム・ヴァーチュー/吹き替え:野中秀哲
子供たちの父親で、一風変わった弁護士。ミシガン州立大学生時代は"Stiffie" Stevensというあだ名でカレッジフットボール選手を務め、またかつて学生時代にレスラーを務めていたこともある。
ドニー・スティーブンス(Donald "Donnie" Stevens)
演:ニック・スパーノ/吹き替え:浪川大輔
レンとルイスの兄で、運動選手。タグナットからも重宝されるほど多くのスポーツにおいて優秀。自分のルックスを気にしており、少々間が抜けている。
タグナットはドニーが校内で最もアスレティックな生徒だということで興味を持ち、そしてルイスと一緒に同じ事をしようとするがルイスのいたずらの被害に遭う。
トーニー(Tawny Dean)
演:マーゴ・ハーシュマン/吹き替え:伊藤静
ルイスの親友で最終的には彼の恋人になった。ルイスに会う前は学校で孤立していて友人がいなかった。トーニーは登場する際、ほかの生徒と異なりゴシック・ファッションの服を着用してくる。また、精神科医になるという夢をもっている。
アラン(Alan Twitty)
演:A・J・トラウス/吹き替え:武藤正史
ルイスの親友で彼と似たところがあるが、彼ほど過激ではなく、しばしば彼をトラブルから救う。友人からは"Twitty"と呼ばれている。
Thomas "Tom" Gribalski
演:フレッド・メイヤーズ/吹き替え:
ルイスの友人。オタクぽく、かっこいいわけではないが、勉強はできる。ルイスが悪だくみを実行するとき、Tomはたいていそれがうまくいかないことを言う。また, Tomは科学的で哲学じみたスラングを用いた会話をする。ルイスやアランのいたずらの被害者の一人だが、彼らの手助けをすることもある。Tomは母親と非常に親しく、彼女をDorisと呼び、 彼女のことについて話す。また、映画版ではS.S. Dorisという名のボートを所持していたことがわかる。
体格に反して、格闘技において 黒帯をもっている。しかし、自己防衛に走る前に非暴力的な方法が使えないか探すため、めったに格闘技を使うことはない。

### その他登場人物
Conrad Wexler
演:ジョージ・アンソニー・ベル/吹き替え:
Lawrence Jr Highの校長。 学校運営はあまり上手でなく、わざとらしい手を使う。レンは彼の助手に近いが、ルイスには振り回されている。 レンがワシントンへ引っ越さないとわかったとき, ハイスクールに上がるまで彼の助手を務めるとわかった時は、うれしくて踊ったが、 ルイスとずっと一緒にいなければならないと知った時、ひざまづいて"wwhhhyyyy"と叫んだ。
ビーンズ(Bernard "Beans" Aranguren)
演:スティーブ・アンソニー・ローレンス/吹き替え:小林由美子
スティーブンス家の隣人。ベーコンが大好物。呼ばれてもいないのにスティーブンス家に上がりこんではくつろぎ、なかなか出たがらない。スティーブンス家にとって彼はルイス以上のトラブルメーカー。最終的にはルイスとアランのたくらみの片棒を担ぐことになった。
ルビー・メンデル(Ruby Mendel)
演:ローレン・フロスト/吹き替え:新井里美
レンの親友で、学校で起きている恋に関する噂話が好き。ルイスに片思いしたことがありその出来事は1話全体にわたった。
タグナット（Coach Terry Tugnut）
演:ジム・ワイズ/吹き替え:河相智哉
体育教師。ルイスには厳しいが、ドニーと食べ物には目がない。ルイスのいたずらの被害者。しばしばWexlerの用心棒または相棒のようなふるまいをする。ドッジボールが好きだが、3つの "急所" (腕,頭,腹)をやられるのではないかと心配している。
Monique Taylor
演:ケニア・ウィリアムス/吹き替え:
レンのチアリーディング仲間。 とても幸せそうでおしゃべりな人物。レンと同じくらい人気があるようだが、我慢している点が多い。
Lawrence "Larry" Anthony Beale
演:Eric "Ty" Hodges/吹き替え:
学校におけるレンのライバル。人気者でかっこいいが、不快な人物である。Larryは常に彼女の名誉を傷つけようとしているが、常に失敗している。
レンがもっとも彼の被害にあっているが、ルイスに手を出そうと考えている時もある。しかし、ルイスとレンの頭のレベルが同じだということに気付く。
Ivan
演:エリック・ジャングマン/吹き替え:
ラリーの相棒で、彼のいうことは何でも肯定するイエスマンに見えるが、Louis in the MiddleではBlake Thompsonといったほかの子供たちからも人気である。
Nelson Minkler
演:ゲイリー・レロイ・グレイ /吹き替え:
レンの子供のころの友人。すべての物に対してアレルギーがあり外に出るのにかなりの重装備を要した。フランス語が上手。たいていレンといっしょにおり、ドニーと一緒にいることもあるが、ルイスと一回だけ話す場面があった。
Zack Estrada
演:ブランドン・ベイカー/吹き替え:阿部敦
一時ルイスと反目していた人物。
Bobby Deaver
演:ブランドン・デイヴィス/吹き替え:
レンのかつての片思いの相手で一時的に彼女のボーイフレンドになった。しかし、浮気をしたが故に彼女と別れる。
Ms. Lovelson
演:ケリ・マッカーティ/吹き替え:
レンのクラスの担任。
シャーロット(Charlotte)/吹き替え
演:シャノン・マーシャル
レンの友人。
カーラとマーラ(Carla and Marla)
演:en:Lisa Foiles(カーラ)、Krysten Leigh Jones（マーラ）/吹き替え:
レンの友人。年下。

### その他
ガッチャの父親
トム・ファーン
スタンリー
/吹き替え:林勇

## エピソード一覧
1. すごいぞ!スティーブンス一家
2. 仕組まれたデート
3. ルイスは名探偵
4. シャルロットは親友
5. カフェテリアの怪獣
6. 家族対抗運動会
7. 史上最悪の日
8. レンの秘密
9. ロックで勝負!
10. ルイスはレスラー
11. ルイスのいないスティーブンス家
12. レンは完ペキ?
13. 弟はつらいよ
14. 僕らはファッションリーダー
15. レン、校長先生と戦う
16. 幼なじみと再会
17. ドニーは名コーチ、ルイスは迷コーチ
18. ジャマしないで、パパ
19. テレビで恥さらし
20. ルイスの恋
21. スターが街にやって来る
22. 女の子の秘密
23. ビーンズは天才!?
24. ドニーに奨学金を!
25. 大好き!?チャックおじさん
26. トミーはライバル
27. 歌え!スティーブンス一家
28. ママはスーパーボウラー!?
29. プーキーちゃんはどこ?
30. トーストはお好き?
31. キス・ミー・トーニー
32. 親友のガールフレンド
33. 武道家トミー
34. オーディション
35. ビーンズは宇宙人!?
36. 岩の上の少年
37. スティーブンス・ペンションへようこそ
38. ビーンズ恐怖症
39. 悪魔のささやき
40. 帰ってきて校長先生
41. ルイスは天才ダイバー
42. ビーチで大騒ぎ
43. さよならスティーブンス一家

## おとぼけスティーブンス一家 ザ・ムービー
2003年にディズニー・チャンネル・オリジナルムービーとして公開された。
マンデリーノ島へ経費込み旅行に出かけるスティーブンス一家だがその島は実在せず一家はFamily Fakeoutなるリアリティ番組に知らず知らずのうちに参加していた。